# ディブルガル-カンニヤークマリ・ヴィヴェック急行

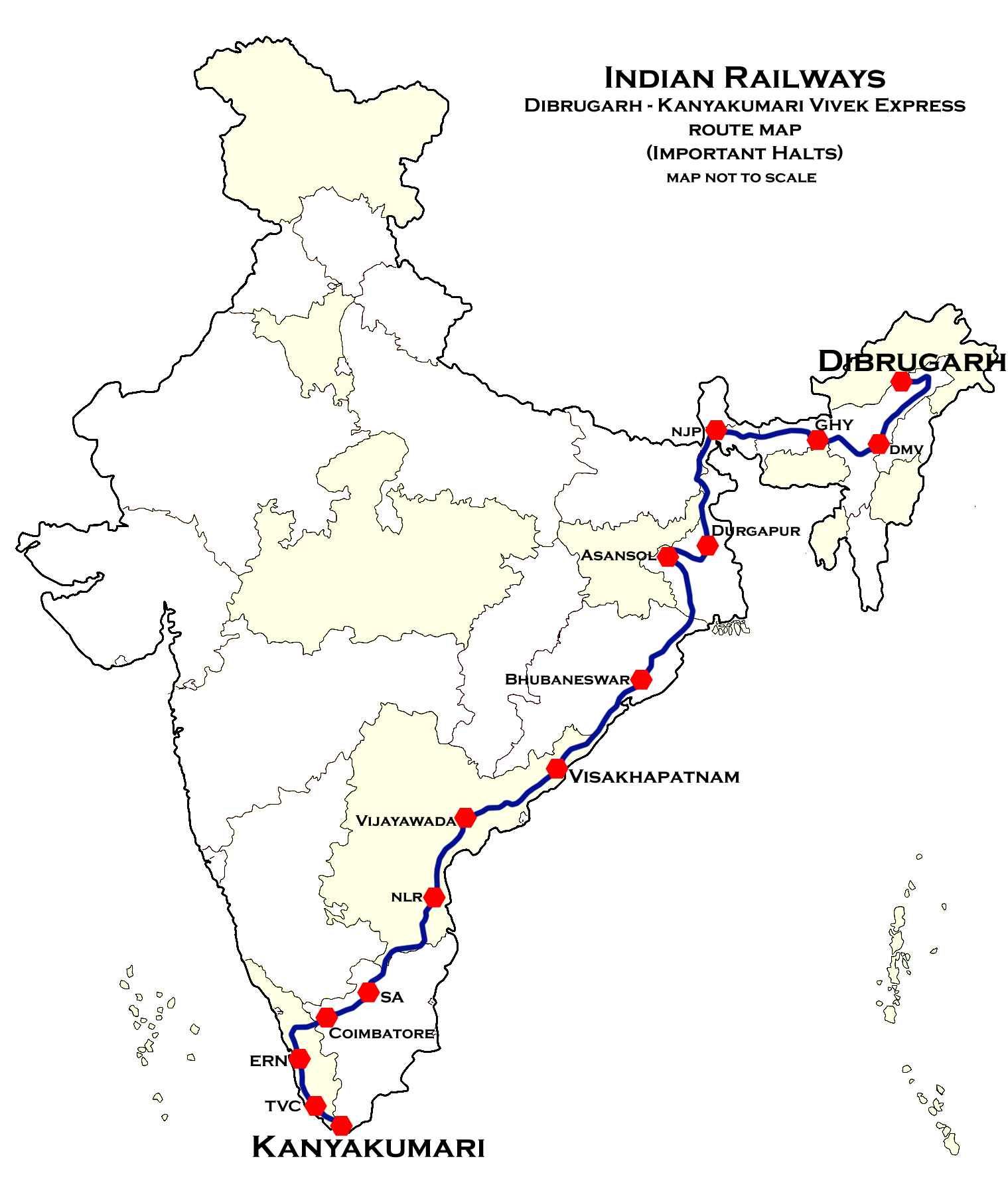
路線図

ディブルガル-カンニヤークマリ・ヴィヴェック急行（英語: Dibrugarh–Kanyakumari Vivek Express）は、インドの急行列車であるヴィヴェック急行の1つ。2011年に運行を開始し、2024年時点でインドで最も長い距離を走る旅客列車である。

## 概要
ヴィヴェック急行は、2011年に運行を開始したインドの列車のうち4本の急行列車に付けられた種別で、ヨーガ指導者・社会活動家であったスワミ・ヴィーヴェカーナンダの生誕150周年を2013年に迎える事に合わせて命名が行われた。そのうち、ディブルガル-カンニヤークマリ・ヴィヴェック急行は、インド北東部・アッサム州の都市であるディブルガルと、南東部のタミル・ナードゥ州に位置するカンニヤークマリまでの全長4,154 kmの区間を走る列車として2011年11月18日から営業運転を開始し、それまでの最長距離（3,751 km）を走っていたヒムサーガル急行を抜いてインド最長の旅客列車となった。全区間の所要時間は74時間15分である。
運行頻度については、運行開始以降長らく1週間に1往復の運行であったが、2022年11月以降はカンニヤークマリ方面（22504列車）は火曜日と土曜日、ディブルガル方面（22503列車）は木曜日と日曜日に始発駅を出発する、1週間に2往復が運行されるダイヤに改められている。